# Diadegma trichoptilus
Diadegma trichoptilus là một loài tò vò trong họ Ichneumonidae.